# Liste des orgues de Paris
Cette page dresse la liste non exhaustive des orgues de Paris.

## 1erArrondissement
| Édifice                                   | Orgue Tribune | Orgue de Chœur                                                         | Autres                               |
| ----------------------------------------- | --- | ---------------------------------------------------------------------- | ------------------------------------ |
| Église Notre-Dame-de-l'Assomption         | Cavaillé-Coll (XIXe siècle) Danon-Gonzalez (1970) Dargassies (2018) II/P                                                                                             | -                                                                      | -                                    |
| Temple protestant de l'Oratoire du Louvre | Gonzalez (1962) III/P Dargassies (2014) | Kern                                                                   | -                                    |
| Église Saint-Eustache                     | Charles Spackmann Barker - Charles Verschneider (1849-1854) Van Den Heuvel - Jean-Louis Coignet - Jean Guillou (1989) V/P                                            | -                                                                      | -                                    |
| Église Saint-Germain-l'Auxerrois (MH)     | François-Henri Clicquot - Pierre-Noël Rousset (1766) Ducroquet (1847-1850) Joseph Merklin (1864) Adrien Maciet (~1970-1980) Michel Goussu (2005) Laurent Plet (2008) | J. Abbey (1838) Joseph Merklin (1900) Hermann (1961) Dargassies (1995) | -                                    |
| Église Saint-Leu et Saint-Gilles          | François-Henri Clicquot (1788) | François-Henri Clicquot (1788)                                         | -                                    |
| Église Saint-Roch (MH)                    | Lesclop (1751) - F.H. Clicquot (1770) - Dallery (1826) - Cavaillé-Coll (1840-1862) - Gutschenritter (1927-1948) - Renaud (1992) IIII/P                               | Cavaillé-Coll (1865) - Mutin (1913) II/P                               | Chapelle de la Vierge Abbey 1830 I/P |

## 2eArrondissement
| Édifice                             | Orgue Tribune                                                                                   | Orgue de Chœur                                                                  | Autres |
| ----------------------------------- | ----------------------------------------------------------------------------------------------- | ------------------------------------------------------------------------------- | ------ |
| Basilique Notre-Dame-des-Victoires  | Lesclop (~1739) Louis-Alexandre Régnier (~1739) Kern reconstruction Mulheisen-Fossaert relevage | Gonzalez                                                                        | -      |
| Église Notre-Dame-de-Bonne-Nouvelle | -                                                                                               | John Abbey (XIXe siècle) Joseph Gutschenritter (1950) Jean-Marc Cicchero (1988) | -      |

## 3eArrondissement
| Édifice                               | Orgue Tribune | Orgue de Chœur       | Autres               |   |
| ------------------------------------- | --- | -------------------- | -------------------- | - |
| Église Saint-Denys-du-Saint-Sacrement | Daublaine Callinet - Félix Danjouen (1839) Cavaillé-Coll (1867, 1883) Gutschenritter (1970) Jacques Barberis (1984)      | Cavaillé-Coll (1869) | -                    |   |
|                                       | Cathédrale Sainte-Croix de Paris des Arméniens (Ex Église Saint-Jean et Saint-François et aussi Saint Jean-Sainte Croix) | Cavaillé-Coll (1850) | Cavaillé-Coll (1850) | - |
| Église Saint-Nicolas-des-Champs (MH)  | |                      |                      |   |
| Église Saint-Paul                     | |                      |                      |   |
| Église Sainte-Élisabeth-de-Hongrie    | |                      |                      |   |
| Synagogue Nazareth                    | |                      |                      |   |
| Synagogue de la rue des Tournelles    | |                      |                      |   |

## 4eArrondissement
| Édifice                                    | Orgue Tribune                                                                                                   | Orgue de Chœur                                                             | Autres        |
| ------------------------------------------ | --- | -------------------------------------------------------------------------- | ------------- |
| Cathédrale Notre-Dame (MH)                 | Thierry, Clicquot , Cavaillé-Coll                                                                               | Merklin                                                                    |               |
| Cité internationale des arts               | |                                                                            |               |
| École des Francs-Bourgeois                 | |                                                                            |               |
| Église Notre-Dame-des-Blancs-Manteaux      | |                                                                            |               |
| Temple protestant du Marais                | |                                                                            |               |
| Église Saint-Gervais et Saint-Protais (MH) | Thierry (XVIIe siècle) - F.H. Clicquot (1768) - L.P. Dalley (1843) - Gonzalez (1974) - Muhleisen (2003) IIIII/P | Daublaine-Callinet (1845) - Gutschenritter (1967) - Dargassies (1992) II/P | Orgue positif |
| Église Saint-Louis-en-l'Île                | |                                                                            |               |
| Église Saint-Merri (MH)                    | Clicquot (1781) - Cavaillé-coll (1857) - Gonzalez (1947)                                                        | Merklin (1880) - Gonzalez (1968)                                           |               |
| Église Saint-Paul et Saint-Louis           | |                                                                            |               |
| Église luthérienne des Billettes           | |                                                                            |               |

## 5eArrondissement
| Édifice                                       | Orgue Tribune | Orgue de Chœur                                                       | Autres |
| --------------------------------------------- | --- | -------------------------------------------------------------------- | ------ |
| Chapelle de la Congrégation du Saint-Esprit   | |                                                                      |        |
| Chapelle du Lycée Henri-IV                    | |                                                                      |        |
| Chapelle de la Sorbonne (MH)                  | |                                                                      |        |
| Église luthérienne Saint-Marcel               | |                                                                      |        |
| Cathédrale Notre-Dame-du-Liban                | |                                                                      |        |
| Église Royale Notre-Dame du Val-de-Grâce (MH) | Cavaillé-Coll (1852) - Koenig (1927) - Delangue-Hurvy (1992-1993) II/P | -                                                                    | -      |
| Église Saint-Étienne-du-Mont (MH)             | |                                                                      |        |
| Église Saint-Jacques-du-Haut-Pas              | |                                                                      |        |
| Église Saint-Médard (MH)                      | |                                                                      |        |
| Église Saint-Nicolas-du-Chardonnet            | F. Thierry (vers 1725) - F. H. Clicquot (1766 et de 1787 à 1790) - Merklin (1897) - Koenig (1927) - V. Gonzalez (1936) - Roethinger-R. Boisseau (1961) - Barberis (1987) - Gaillard (2007-2009) IIII/P | Inconnu - Barberis (1983) - Dargassies (2000) - Gaillard (2007) II/P |        |
| Église Saint-Séverin                          | |                                                                      |        |
| Schola Cantorum                               | |                                                                      |        |

## 6eArrondissement
| Édifice                                    | Orgue Tribune                                  | Orgue de Chœur       | Autres                 |
| ------------------------------------------ | ---------------------------------------------- | -------------------- | ---------------------- |
| Chapelle de la Congrégation du Bon-Secours |                                                |                      |                        |
| Chapelle Notre-Dame-des-Anges              | Merklin                                        |                      |                        |
| Chapelle de la Congrégation des Lazaristes |                                                |                      |                        |
| Chapelle des Sœurs Auxiliatrices           |                                                |                      |                        |
| Chapelle des Sœurs du Saint-Enfant Jésus   |                                                |                      |                        |
| École César-Franck                         |                                                |                      |                        |
| Église Notre-Dame-des-Champs               | Cavaillé-Coll (1877) - Schwenkedel (1973) II/P | Gonzalez (1969) II/P | -                      |
| Temple protestant de Luxembourg            |                                                |                      |                        |
| Église Saint-Germain-des-Prés              | Haerpfer-Ermann                                |                      |                        |
| Église Saint-Ignace                        |                                                |                      |                        |
| Église Saint-Joseph-des-Carmes             |                                                |                      |                        |
| Église Saint-Sulpice                       | Cavaillé-Coll V/P                              | Cavaillé-Coll II/P   | Gonzales II/P (crypte) |

## 7eArrondissement
| Édifice                                                 | Orgue Tribune                                                                    | Orgue de Chœur                                                  | Autres                                                                     |
| ------------------------------------------------------- | -------------------------------------------------------------------------------- | --------------------------------------------------------------- | -------------------------------------------------------------------------- |
| Basilique Sainte-Clotilde                               | Cavaillé-Coll (1859) - Beuchet-Debierre (1933 et 1960) - Dargassies (2004) III/P | Cavaillé-Coll - Pleyel (1934) - Picaud (1965) II/P (en tribune) | Cavaillé-Coll-Mutin (1841) - Renaud (1989) II/P (chapelle des catéchismes) |
| Chapelle de l'École Militaire                           | Gonzalez (1970) III/P                                                            | -                                                               | -                                                                          |
| Chapelle des Franciscaines Réparatrices de Jésus-Hostie |                                                                                  |                                                                 |                                                                            |
| Chapelle de la Médaille Miraculeuse                     |                                                                                  |                                                                 |                                                                            |
| Chapelle des Missions Étrangères                        |                                                                                  |                                                                 |                                                                            |
| Chapelle Notre-Dame-du-Bon-Conseil                      |                                                                                  |                                                                 |                                                                            |
| Église américaine de Paris                              |                                                                                  | Beckerat III/P                                                  |                                                                            |
| Église Évangélique Baptiste                             |                                                                                  |                                                                 |                                                                            |
| Église protestante Saint-Jean de Paris                  |                                                                                  |                                                                 |                                                                            |
| Église Saint-François-Xavier                            | Fermis - Gonzales - Dargassies III/P                                             | Mutin - Gonzales II/P                                           | Cheron - Dargassies II/P Chapelle de la Vierge                             |
| Église Saint-Louis-des-Invalides                        |                                                                                  |                                                                 |                                                                            |
| Église Saint-Pierre-du-Gros-Caillou                     | Danion-Gonzales Dargassies III/P                                                 |                                                                 | Danion-Gonzales III/P (chapelle annexe)                                    |
| Église Saint-Thomas-d'Aquin                             |                                                                                  |                                                                 |                                                                            |
| Institut National des Jeunes Aveugles                   | -                                                                                | -                                                               | Cavaillé-Coll (1885) - Gonzalez (1960) III/P (salle Marchal)               |
| Temple protestant de Penthemont                         |                                                                                  |                                                                 |                                                                            |

## 8eArrondissement
| Édifice                                    | Orgue Tribune                                                                            | Orgue de Chœur                                                        | Autres |
| ------------------------------------------ | ---------------------------------------------------------------------------------------- | --------------------------------------------------------------------- | ------ |
| Chapelle du Collège et Lycée Fénélon       |                                                                                          |                                                                       |        |
| Chapelle du Corpus-Christi                 |                                                                                          |                                                                       |        |
| Chapelle du Couvent des Dominicains        |                                                                                          |                                                                       |        |
| Conservatoire National de Région           |                                                                                          |                                                                       |        |
| École Fénélon                              |                                                                                          |                                                                       |        |
| Cathédrale Américaine de Paris             |                                                                                          | Cavaillé-Coll Beuchet-Debierre Dargassies IV/P                        |        |
| Église Anglaise Saint-Joseph               |                                                                                          |                                                                       |        |
| Église Anglicane Saint-Michael             |                                                                                          |                                                                       |        |
| Église Arménienne                          |                                                                                          |                                                                       |        |
| Église Danoise « Frederikskirken »         |                                                                                          |                                                                       |        |
| Église Saint-André-de-l'Europe             |                                                                                          |                                                                       |        |
| Église Saint-Augustin                      | Barker (1868) - Cavaillé-Coll (1899) - Beuchet-Debierre (1961) - Dargassies (1987) III/P | Cavaillé-Coll-Mutin (1899) - Gonzalez (1973) - Dargassies (1983) II/P | -      |
| Église Saint-Philippe-du-Roule             | Mutin - Renaud III/P                                                                     |                                                                       |        |
| Église Sainte-Marie-Madeleine              | Cavaillé-Coll - Mutin - Roethinger - Gonzalez - Dargassies IV/P                          | Cavaillé-Coll - Gonzalez - Dargassies II/P                            | -      |
| Temple protestant du Saint-Esprit de Paris |                                                                                          |                                                                       |        |

## 9eArrondissement
| Édifice                                               | Orgue Tribune                                                                                          | Orgue de Chœur            | Autres             |
| ----------------------------------------------------- | --- | ------------------------- | ------------------ |
| Chapelle du lycée Jacques-Decour                      | |                           |                    |
| Christuskirche - Église protestante allemande à Paris | |                           |                    |
| Église luthérienne de la Rédemption de Paris          | |                           |                    |
| Église Notre-Dame-de-Lorette                          | Cavaillé-Coll (1837) - Stolz (1881) - Haerpfer-Erman (1975) III/P                                      | Abbey (1887) II/P         | -                  |
| Église Saint-Eugène et Sainte-Cécile                  | Merklin III/P                                                                                          |                           |                    |
| Église Saint-Louis-d'Antin                            | Cavaillé-Coll - Danion - Dargassies II/P                                                               |                           |                    |
| Église de la Sainte-Trinité                           | Cavaillé-Coll (1868-1871) - Mutin (1900) - Pleyel-Cavaille-Coll (1934) - Beuchet-Debierre (1965) III/P | Cavaillé-Coll (1870) II/P | -                  |
| Opéra de Paris-Garnier                                | - | -                         | Cavaillé-Coll II/P |
| Synagogue (Rue Buffault)                              | |                           |                    |
| Synagogue Copernic (ULIF)                             | |                           |                    |

## 10eArrondissement
| Édifice                            | Orgue Tribune | Orgue de Chœur                       | Autres |
| ---------------------------------- | --- | ------------------------------------ | ------ |
| Chapelle de l'Hôpitel Lariboisière | |                                      |        |
| Temple protestant de La Rencontre  | |                                      |        |
| Église Saint-Joseph-Artisan        | |                                      |        |
| Église Saint-Laurent               | Ducastel (1685) - Clicquot (1767) - Suret (1844) - Merklin (1867) - Jacquot-Lavergne (1942) - Renaud (1993) III/P | Jacquot-Lavergne (XXe siècle) II/P   | -      |
| Église Saint-Martin-des-Champs     | | Cavaillé-Coll - Haepfer-Hermann II/P |        |
| Église Saint-Vincent-de-Paul       | Cavaillé-Coll (1852) -Dargassies IV/P                                                                             | Cavaillé-Coll II/P                   |        |

## 11eArrondissement
| Édifice                                           | Orgue Tribune                      | Orgue de Chœur           | Autres |
| ------------------------------------------------- | ---------------------------------- | ------------------------ | ------ |
| Basilique Notre-Dame-du-Perpétuel-Secours         | Dargassies III/P                   | -                        | -      |
| Chapelle Notre-Dame-Réconciliatrice-de-la-Salette |                                    |                          |        |
| Église luthérienne du Bon-Secours                 |                                    |                          |        |
| Église Notre-Dame-d'Espérance                     | Gonzales - Dargassies II/P         |                          |        |
| Temple protestant du Foyer de l'Âme               |                                    |                          |        |
| Église Saint-Ambroise                             | Merklin - Dargasies III/P          | Merklin- Dargassies II/P |        |
| Église Saint-Joseph-des-Nations                   | Stoltz- Gonzales- Dargassies III/P |                          |        |
| Église Sainte-Marguerite                          |                                    |                          |        |

## 12eArrondissement
| Édifice                                                                  | Orgue Tribune                                                                                            | Orgue de Chœur                                                                   | Autres |
| ------------------------------------------------------------------------ | --- | -------------------------------------------------------------------------------- | ------ |
| Chapelle de la Fondation Eugène Napoléon                                 | |                                                                                  |        |
| Église de l'Immaculée Conception                                         | |                                                                                  |        |
| Église Notre-Dame-de-Bercy                                               | |                                                                                  |        |
| Église Saint-Antoine-des-Quinze-Vingts                                   | Cavaillé-Coll (1894) - Gutschenritter (1909) - Hartmann et Chéron (1956) - Fossaert (1993 et 2004) III/P | Merklin (1909) - Beuchet-debierre (1967) - Barberis (1979) II/P Orgue en tribune |        |
| Église Saint-Éloi                                                        | Schwenkedel (1970) II/P                                                                                  | -                                                                                | -      |
| Église du Saint-Esprit                                                   | | Gloton - Debierre II/P (en tribune latérale)                                     |        |
| Maison de la Congrégation des Sacrés-Cœurs et de l'Adoration Perpétuelle | |                                                                                  |        |

## 13eArrondissement
| Édifice                                 | Orgue Tribune          | Orgue de Chœur | Autres |
| --------------------------------------- | ---------------------- | -------------- | ------ |
| Chapelle de l'Hôpital de la Salpêtrière |                        |                |        |
| Église luthérienne de la Trinité        |                        |                |        |
| Église Notre-Dame-de-la-Gare            |                        |                |        |
| Temple protestant de Port-Royal         |                        |                |        |
| Église Saint-Hippolyte                  |                        |                |        |
| Église Saint-Marcel                     | Beuchet-Debierre III/P |                |        |
| Église Sainte-Anne-de-la-Maison-Blanche |                        |                |        |
| Église Sainte-Rosalie                   |                        |                |        |

## 14eArrondissement
| Édifice                                     | Orgue Tribune                                            | Orgue de Chœur | Autres |
| ------------------------------------------- | -------------------------------------------------------- | -------------- | ------ |
| Chapelle des Pères Franciscains             |                                                          |                |        |
| Chapelle des Sœurs de Saint-Joseph-de-Cluny |                                                          |                |        |
| Église évangélique baptiste                 |                                                          |                |        |
| Église Notre-Dame-du-Rosaire                |                                                          |                |        |
| Église Notre-Dame-du-Travail                | Haepfer-Hermann - Dargassies II-III/P                    |                |        |
| Temple protestant de Montparnasse-Plaisance |                                                          |                |        |
| Église Saint-Dominique                      | Merklin & Cie 1904, G.Gutschenritter 1924 et 1962. III/P |                |        |
| Chapelle de l'Hôpital Saint-Joseph          |                                                          |                |        |
| Église Saint-Pierre de Montrouge            | Barker III/P                                             | Stoltz II/P    |        |

## 15eArrondissement
| Édifice                                                | Orgue Tribune               | Orgue de Chœur | Autres |
| ------------------------------------------------------ | --------------------------- | -------------- | ------ |
| Chapelle des Frères Hospitaliers de Saint-Jean-de-Dieu |                             |                |        |
| Chapelle des Petites Sœurs de l'Assomption             |                             |                |        |
| Église luthérienne de la Résurrection de Paris         |                             |                |        |
| Église Notre-Dame-de-l'Arche-d'Alliance                |                             |                |        |
| Église Notre-Dame-de-la-Salette                        |                             |                |        |
| Église Saint-Antoine-de-Padoue                         |                             |                |        |
| Église Saint-Christophe-de-Javel                       |                             |                |        |
| Église Saint-Jean-Baptiste de Grenelle                 |                             |                |        |
| Église Saint-Jean-Baptiste-de-la-Salle                 |                             |                |        |
| Église Saint-Lambert de Vaugirard                      |                             |                |        |
| Église Saint-Léon                                      | Isambard - Dargassies III/P |                |        |

## 16eArrondissement
| Édifice                                              | Orgue Tribune                        | Orgue de Chœur | Autres                                             |
| ---------------------------------------------------- | ------------------------------------ | -------------- | -------------------------------------------------- |
| Chapelle du Collège et Lycée Gerson                  |                                      |                |                                                    |
| Chapelle du Collège et Lycée Saint-Louis-de-Gonzague |                                      |                |                                                    |
| Église Anglicane Saint-Georges                       |                                      |                |                                                    |
| Église du Christ Scientiste                          |                                      |                |                                                    |
| Église de la Mission Espagnole                       |                                      |                |                                                    |
| Église Notre-Dame-de-l'Assomption-de-Passy           |                                      |                |                                                    |
| Église Notre-Dame-d'Auteuil                          | Cavaillé-Coll Beuchet-Debierre III/P |                |                                                    |
| Église Notre-Dame-de-Grâce-de-Passy                  | Merklin - Dargassies III/P           |                | Beuchet-Debierre Dargassies II/P (nouvelle église) |
| Temple protestant de l'Annonciation                  |                                      |                |                                                    |
| Temple protestant d'Auteuil                          |                                      |                |                                                    |
| Ancienne église Saint-Honoré-d'Eylau                 |                                      |                |                                                    |
| Église Saint-Pierre-de-Chaillot                      | Birouste IV/P                        | Kern I/P       |                                                    |
| Église Sainte-Jeanne-de-Chantal                      | Gonzales II/P                        |                |                                                    |
| Maison de la Radio (Paris)                           |                                      |                | Grenzig V/P                                        |

## 17eArrondissement
| Édifice                             | Orgue Tribune                                    | Orgue de Chœur | Autres |
| ----------------------------------- | ------------------------------------------------ | -------------- | ------ |
| Église luthérienne de l'Ascension   | Link 219 - 1894                                  |                |        |
| Temple protestant des Batignolles   |                                                  |                |        |
| Temple protestant de l'Étoile       | Mutin (1917) - Cicchero (1987) Pascal fils III/P | -              | -      |
| Église Saint-Charles-de-Monceau     |                                                  |                |        |
| Église Saint-Ferdinand-des-Ternes   | Quoirin III/P                                    |                |        |
| Église Saint-François-de-Sales      |                                                  |                |        |
| Église Saint-Joseph-des-Épinettes   | Cavaillé-Coll - Guilmard - Pels d'Hondt III/P    |                |        |
| Église Sainte-Marie des Batignolles | Mutin - Dargassies III/P                         |                |        |
| Église Sainte-Odile                 |                                                  |                |        |
| Église suédoise                     |                                                  |                |        |

## 18eArrondissement
| Édifice                                       | Orgue Tribune                                    | Orgue de Chœur         | Autres |
| --------------------------------------------- | ------------------------------------------------ | ---------------------- | ------ |
| Basilique du Sacré-Cœur de Montmartre         | Cavaillé-Coll Mutin Beuchet-Debierre Renaud IV/P | Mutin II/P             |        |
| Église Évangélique Saint-Paul                 |                                                  |                        |        |
| Église Notre-Dame de Clignancourt             | Merklin - Dargassies II/P                        | Merklin- Fossaert II/P |        |
| Église Saint-Bernard-de-la-Chapelle           |                                                  |                        |        |
| Église Saint-Denys-de-la-Chapelle             |                                                  |                        |        |
| Église Saint-Jean de Montmartre               |                                                  |                        |        |
| Église Saint-Pierre de Montmartre             | Cavaillé-Coll - Mutin - Plet et fils II/P        |                        |        |
| Église Sainte-Geneviève-des-Grandes-Carrières | Cavaillé-Coll - Mutin - Cogez III/P              |                        |        |

## 19eArrondissement
| Édifice                                                          | Orgue Tribune                               | Orgue de Chœur                                                  | Autres                      |
| ---------------------------------------------------------------- | ------------------------------------------- | --------------------------------------------------------------- | --------------------------- |
| Conservatoire National Supérieur de Musique et de Danse de Paris | -                                           | -                                                               | Rieger (1990 et 2002) III/P |
| Église luthérienne Saint-Pierre de Paris                         |                                             |                                                                 |                             |
| Église Notre-Dame-de-Fátima                                      |                                             |                                                                 |                             |
| Église Saint-François-d'Assise                                   |                                             |                                                                 |                             |
| Église Saint-Georges de la Villette                              | -                                           | Cavaillé-Coll-Mutin (1907) - Beuchet (1971) - Dargassies (1993) |                             |
| Église Saint-Jacques-Saint-Christophe de la Villette             | Mutin - Dargassies III/P                    |                                                                 |                             |
| Église Saint-Jean-Baptiste de Belleville                         | Cavaillé-Coll - Roethinger- Dargassies II/P | Suret II/P                                                      |                             |

## 20eArrondissement
| Édifice                                  | Orgue Tribune                | Orgue de Chœur         | Autres |
| ---------------------------------------- | ---------------------------- | ---------------------- | ------ |
| Cimetière du Père-Lachaise - Columbarium | Convers- Cavaillé-Coll       |                        |        |
| Église du Cœur-Eucharistique de Jésus    | Pels, II/P                   | -                      | -      |
| Église Notre-Dame-de-la-Croix            | Cavaillé-Coll Birouste III/P | Mutin Birouste I/P     |        |
| Église Notre-Dame-des-Otages             |                              |                        |        |
| Temple protestant de Belleville          | Puget - Dargassies II/P      |                        |        |
| Église Saint-Gabriel                     |                              | Steinmetz - Klais II/P |        |
| Église Saint-Germain de Charonne         | Suret - Villard II/P         |                        | -      |
| Église Saint-Jean-Bosco                  | Dargassies II/P              | -                      | -      |